# Rick Goings

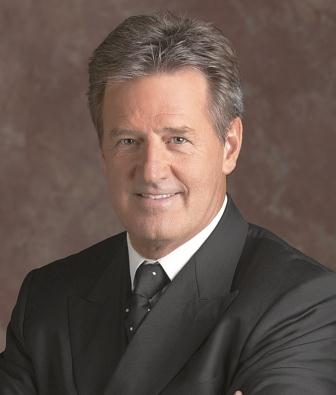
Rick Goings

Rick Goings (* 1946) war von 1997 bis 2018 US-amerikanischer CEO und Vorstandsvorsitzender der Firma Tupperware.

## Leben
Goings war in seiner bisherigen Berufsleben ausschließlich bei Direktvermarktern tätig. Nach seinem Studium gründete Goings zunächst eine Firma, die Alarmanlagen über Handelsvertreter verkaufte. Später wechselte er zum Kosmetikkonzern Avon. Dort leitete er zwei Jahre lang das Deutschland-Geschäft. Seit Mitte der 1990er Jahre war er bis zu seinem Ausscheiden Vorstandsvorsitzender des Unternehmens Tupperware in Orlando (Florida), das in seinem Geburtsjahr 1946 gegründet wurde.

## Privatleben
Rick Goings ist verheiratet.
| Personendaten    | Personendaten             |
| ---------------- | ------------------------- |
| NAME             | Goings, Rick              |
| KURZBESCHREIBUNG | US-amerikanischer Manager |
| GEBURTSDATUM     | 1946                      |